# Monomorium altinode
Monomorium altinode är en myrart som beskrevs av Santschi 1910. Monomorium altinode ingår i släktet Monomorium och familjen myror. Inga underarter finns listade i Catalogue of Life.